# Levantamiento del gueto de Białystok
El levantamiento del gueto de Białystok fue una insurrección en el gueto judío de Białystok contra las autoridades de ocupación alemanas durante la Segunda Guerra Mundial. El levantamiento se inició la noche del 16 de agosto de 1943 y fue el segundo levantamiento más grande del gueto organizado en la Polonia ocupada por los nazis después del levantamiento del gueto de Varsovia de abril a mayo de 1943. Fue dirigido por la Organización Armada Antifascista (en polaco: Antyfaszystowska Organizacja Bojowa), una rama del Bloque Antifascista de Varsovia.
La revuelta comenzó con el anuncio alemán de deportaciones masivas del gueto. El objetivo principal era romper el asedio alemán y permitir que el máximo número de judíos escapara al bosque vecino de Knyszyn (Knyszyński). Un grupo de alrededor de 300 a 500 insurgentes armados con 25 rifles y 100 pistolas, así como cócteles molotov caseros para granadas, atacó a la abrumadora fuerza alemana con una gran pérdida de vidas. Los líderes del levantamiento se suicidaron. Varias docenas de combatientes lograron abrirse paso y correr hacia el bosque de Knyszyn, donde se unieron a otros grupos guerrilleros.

## Antecedentes
El gueto de Białystok fue establecido por la Alemania nazi en la Polonia ocupada poco después de la invasión alemana de la Unión Soviética. En febrero de 1943, tuvo lugar la primera ola de deportaciones masivas al campo de exterminio de Treblinka, organizada durante la Aktion Reinhard en todo el país. La liquidación final del gueto fue intentada el 16 de agosto de 1943 por regimientos de las SS reforzados por auxiliares ucranianos, bielorrusos y letones (Hiwis), conocidos como Trawniki.

## El levantamiento

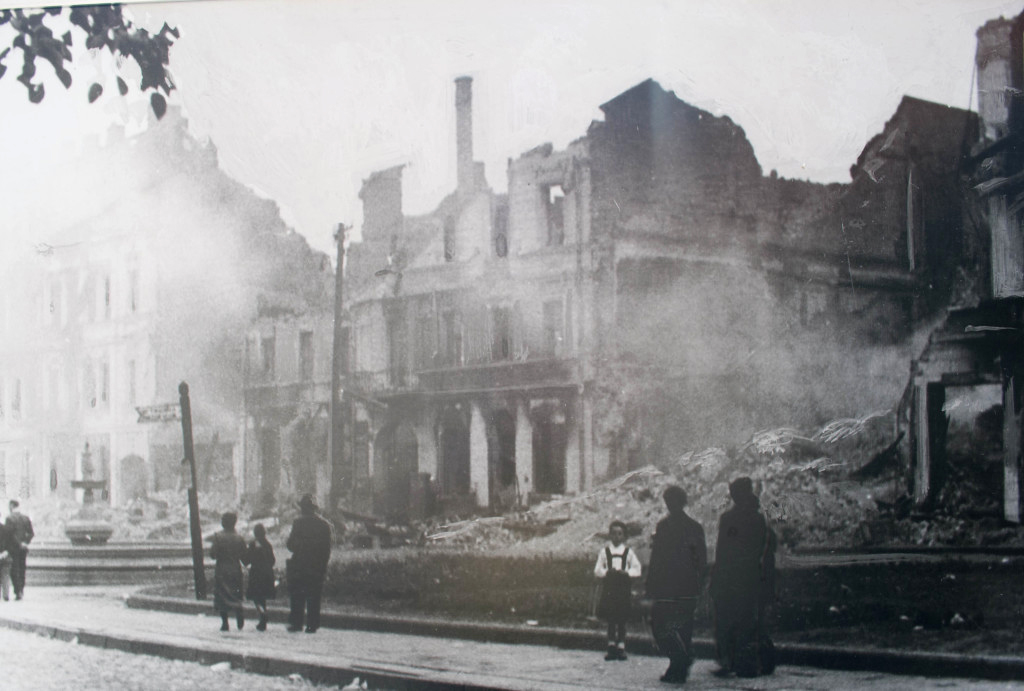
Ruinas humeantes en Białystok (agosto de 1943)

Durante la noche del 16 de agosto de 1943, varios cientos de judíos polacos iniciaron un levantamiento armado contra las tropas que estaban liquidando el gueto. Los guerrilleros encabezados por Mordechaj Tenenbaum y Daniel Moszkowicz estaban armados con una sola ametralladora, rifles, varias decenas de pistolas, cócteles molotov y botellas llenas de ácido. Al igual que con el anterior levantamiento del gueto de Varsovia extinguido en mayo de 1943, el levantamiento de Białystok no tuvo posibilidades de éxito militar. Sin embargo, se vio como una forma de morir en combate y no en campos alemanes. Un comandante juvenil de Betar fue Yitzhak Fleischer, también escrito Fleisher o Berl Fleischer según diferentes fuentes.
Las luchas en focos aislados de resistencia duraron varios días, pero la defensa se rompió casi instantáneamente con un tanque enviado al gueto por el SS-Gruppenführer Odilo Globocnik. Los soldados alemanes prendieron fuego a la zona. Los comandantes de la lucha se suicidaron después de que sus búnkeres se quedaran sin municiones. A pesar de la insurgencia, las deportaciones previstas a campos de concentración y exterminio se llevaron a cabo el 17 de agosto de 1943 sin demora. Aproximadamente 10.000 judíos fueron conducidos a los trenes del Holocausto y enviados a campos en Treblinka, Majdanek y Auschwitz. Un transporte de 1.200 niños fue enviado al campo de concentración de Theresienstadt y luego a Auschwitz, donde fueron asesinados.
Varias docenas de guerrilleros lograron abrirse paso en los bosques que rodean Białystok, donde se unieron a las unidades partisanas del Armia Krajowa y otras organizaciones y sobrevivieron a la guerra. Se estima que de los casi 60.000 judíos que vivían en Białystok antes de la Segunda Guerra Mundial, solo varios cientos sobrevivieron al Holocausto.

## Análisis
El historiador Evgeny Finkel sostiene que "la comparación de los guetos de Minsk, Cracovia y Białystok sugiere un vínculo directo entre la probabilidad de un levantamiento y el papel principal de los sionistas en la clandestinidad"; en Bialystok, los capítulos sionistas locales estaban bien organizados y tenían experiencia en actividades clandestinas por haber operado clandestinamente incluso antes de la ocupación nazi y, finalmente, organizaron con éxito una rebelión y convencieron a la facción comunista rival para que se uniera; en Cracovia, los sionistas estaban mal organizados y, a menudo, dependían de la cooperación con los comunistas, por lo que no pudieron realizar con éxito un levantamiento a pesar de tener la intención de hacerlo. La diferencia entre el comportamiento comunista y sionista se ha explicado en la mayor prominencia de la identidad judía de los sionistas; prefirieron defender el honor judío hasta el final incluso cuando hacerlo era suicida, mientras que los comunistas preferían huir a tierras boscosas y reagruparse.